# Кох, Мартин
Мартин Кох (нем. Martin Koch; род. 22 января 1982 года в Филлахе) — известный австрийский прыгун с трамплина, олимпийский чемпион 2006 года, чемпион мира по лыжным видам спорта 2009 года, а также чемпион мира по полетам на лыжах 2008 года в командных соревнованиях.
Дебютировал в большом спорте 18 декабря 1998 года на этапе Кубка мира в Валь-ди-Фьемме, где занял 45-е место.

## Сезон 2009-10
Сезон 2009—2010 начался для Мартина Коха не очень гладко: на первых трех стартах он даже не попал в десятку и стал 41, 17 и 11, соответственно в Лиллехаммере и Энгельберге. Однако со временем результаты выравниваются, и австриец из первой десятки рейтинга не выпадает. Огорчает только то, что свои лучшие результаты спортсмен показывает в квалификации (Энгельберг — 1 и 2 места, Тауплиц — 1 место), а в основных соревнованиях повторить их не удается. На Турне четырёх трамплинов Мартин также не показал ничего необычного: Оберстдорф — 10, Гармиш-Партенкирхен — 12, Иннсбрук — 18 и Бишофсхофен — 8 места соответственно. В итоге 935 очков и 8 место в итоговой классификации. Далее он выступает ещё лучше, по итогам стартов не занимая ниже 8 места. А в Тауплице и Саппоро завоевывает бронзовые медали. Выступление австрийца стабилизировались, прыжки стали качественнее и дальше, однако даже при таком раскладе Мартин вряд ли попадет в командные соревнования на Олимпиаде в Ванкувере. Счастливые 4 места уже заняли Грегор Шлиренцауэр, Томас Моргенштерн, Андреас Кофлер и Вольфганг Лойцль, занимающие в зачете Кубка мира со 2 по 5 места соответственно.
Общий зачет Кубка мира по прыжкам с трамплина 2009—2010 (на 24.01.2010):
1. Симон Амман — 1099 очков.
2. Грегор Шлиренцауэр — 996 очков.
3. Томас Моргенштерн — 699 очков
4. Андреас Кофлер — 652 очков.
5. Вольфганг Лойцль — 565 очков.
6. Янне Ахонен — 466 очков.
7. Бьорн Эйнар Роморен — 435 очков.
8. Адам Малыш — 422 очка.
9. Мартин Кох — 408 очков.
10. Роберт Краньец — 332 очка.

## Подиумы в Кубке мира

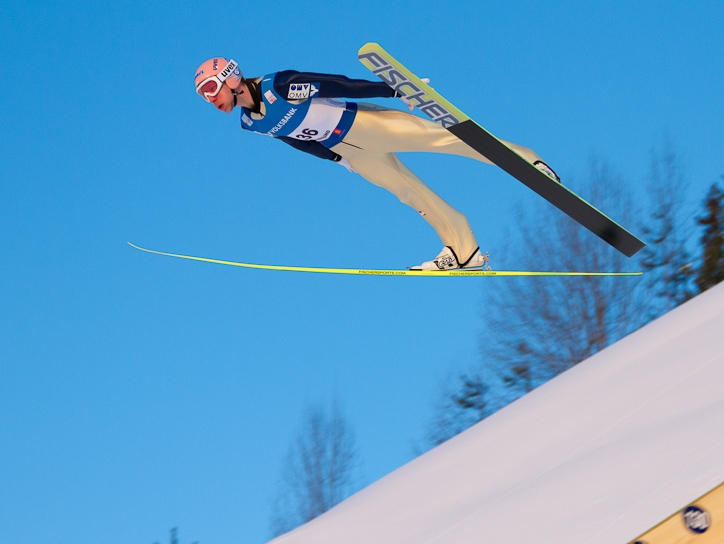
Мартин Кох в 2011 году

| Медаль  | Год  | Этап       | Зачёт     |
| Золото  | 2011 | Оберсдорф  | личный    |
| Золото  | 2011 | Горрахов   | личный    |
| Бронза  | 2010 | Тауплиц    | личный    |
| Золото  | 2009 | Викерсунд  | командный |
| Золото  | 2009 | Лахти      | командный |
| Бронза  | 2009 | Оберстдорф | командный |
| Бронза  | 2009 | Тауплиц    | личный    |
| Серебро | 2009 | Куусамо    | командный |
| Серебро | 2008 | Планица    | личный    |
| Бронза  | 2008 | Планица    | командный |
| Бронза  | 2008 | Виллинген  | командный |
| Бронза  | 2008 | Либерец    | личный    |
| Бронза  | 2008 | Саппоро    | личный    |
| Серебро | 2007 | Куусамо    | командный |
| Бронза  | 2007 | Планица    | личный    |
| Бронза  | 2007 | Планица    | личный    |
| Серебро | 2007 | Осло       | личный    |
| Золото  | 2006 | Лахти      | командный |
| Серебро | 2006 | Виллинген  | командный |
| Серебро | 2006 | Планица    | личный    |
| Бронза  | 2006 | Планица    | личный    |
| Бронза  | 2002 | Планица    | командный |
| Золото  | 2002 | Саппоро    | командный |
| Серебро | 2002 | Саппоро    | личный    |
| Серебро | 2002 | Хакуба     | личный    |
| Бронза  | 2001 | Энгельберг | личный    |
| Серебро | 2001 | Планица    | командный |
| Серебро | 2000 | Куопио     | командный |